# Taranto Cras Basket 2002-2003

## Roster 2002-2003
|  | Naz.                   | Ruolo | Sportivo           | Anno | Alt. |  |  |
|  | ---------------------- | ----- | ------------------ | ---- | ---- |  |  |
|  | Italia (bandiera)      |       | Albertazzi         |      |      |  |  |
|  | Spagna (bandiera)      |       | Nieves Anula       |      |      |  |  |
|  | Stati Uniti (bandiera) |       | Vicky Bullett      |      |      |  |  |
|  | Italia (bandiera)      |       | Giulia Casadio     |      |      |  |  |
|  | Italia (bandiera)      |       | Correnti           |      |      |  |  |
|  | Italia (bandiera)      |       | Michela Franchetti |      |      |  |  |
|  | Italia (bandiera)      |       | Elisabetta Moro    |      |      |  |  |
|  | Italia (bandiera)      |       | Teresa Palmisano   |      |      |  |  |
|  | Stati Uniti (bandiera) |       | Tari Phillips      |      |      |  |  |
|  | Italia (bandiera)      |       | Simona Tassara     |      |      |  |  |

## Staff Tecnico 2002-2003
- Allenatore:  Nino Molino
- Vice-allenatore:  Mario Buccoliero
- Assistente:  Fabio Palagiano

## Stagione 2002-2003
Nella stagione 2002/03 la squadra conquista lo Scudetto e la Coppa Italia nel giro di un mese, completato dalla Supercoppa italiana. Con questi successi detiene il record di essere stata la prima squadra a effettuare la "tripletta" con la conquista dei tre maggiori trofei italiani.

### Classifica
|  |     | Classifica finale 2002-2003 | Pt | G  | V  | P  | GF | GS |
|  | --- | --------------------------- | -- | -- | -- | -- | -- | -- |
|  | 1.  | Pool Comense                | 48 | 26 | 24 | 2  | -  | -  |
|  | 2.  | Termomeccanica La Spezia    | 40 | 26 | 20 | 6  | -  | -  |
|  | 3.  | Cras Taranto                | 40 | 26 | 20 | 6  | -  | -  |
|  | 4.  | Popolare Trentino Rovereto  | 36 | 26 | 18 | 8  | -  | -  |
|  | 5.  | Meverin Parma               | 34 | 26 | 17 | 9  | -  | -  |
|  | 6.  | Carichieti Chieti           | 28 | 26 | 14 | 12 | -  | -  |
|  | 7.  | Famila Schio                | 24 | 26 | 12 | 14 | -  | -  |
|  | 8.  | Copra Alessandria           | 24 | 26 | 12 | 14 | -  | -  |
|  | 9.  | Penta Faenza                | 20 | 26 | 10 | 16 | -  | -  |
|  | 10. | Gescom Viterbo              | 18 | 26 | 9  | 17 | -  | -  |
|  | 11. | Italsoft Venezia            | 18 | 26 | 9  | 17 | -  | -  |
|  | 12. | Acer Priolo                 | 14 | 26 | 7  | 19 | -  | -  |
|  | 13. | A.S. Vicenza                | 10 | 26 | 5  | 21 | -  | -  |
|  | 14. | De Gasperi Termini Imerese  | 10 | 26 | 5  | 21 | -  | -  |

## Palmarès
- 1  Scudetto (1º titolo)

(2002-03)
- 1  Coppa Italia (1º titolo)